# Sági Ferenc (növényfiziológus)
Sági Ferenc (Veszprém, 1927. december 20. – Szeged, 2006. május 30.) biokémikus, növényfiziológus, a fertődi Kertészeti Kutató Intézet laborvezetője, a szegedi Gabonatermesztési Kutató Intézet (GKI) Központi Laboratóriumának vezetője, tudományos osztályvezető, a biológiai tudományok kandidátusa, a szegedi József Attila Tudományegyetem (JATE) címzetes egyetemi docense.
Főbb kutatási területei: a bogyósgyümölcsűek kemotaxonómiai vizsgálata, a gyümölcsnövekedés és auxintartalom kapcsolata, a búza nitrogénanyagcseréje és antinutritív anyagai, valamint a gabonafélék sejt- és szövettenyésztése.

## Fiatalkora
Polgári szülők gyermekeként született. Édesapja Sági Gyula, édesanyja Kőszeghy Szidónia. 11 évesen, 1938-ban kezdte középiskolai tanulmányait a Veszprémi Kegyesrendi (Piarista) Gimnáziumban. 1948-ban érettségizett, mivel tanulmányait a II. világháború megszakította. Két hónapos kényszerkatonai szolgálat után, 1945. május 9-én 17 évesen fogságba esett. Két évet töltött a Szovjetunióban a Donyec-medencei, Novo Gorlovka-i fogolytáborban.
1948-1952 között az Eötvös Loránd Tudományegyetem (ELTE) Természettudományi Karán, biológia-kémia szakon folytatta tanulmányait, majd 1952-1956 között a kisbéri Állami Általános Táncsics Mihály Gimnáziumban tanított. Biológia-kémia szakos tanárként a szakmai munka mellett tanítványai kulturális nevelésével is foglalkozott (operalátogatások, a komolyzene megismertetése és színjátszókör). Gimnáziumi tanítványai közül vegyészek, gyógyszerészek, főorvosok, vezető tudományos kutatók, professzorok és akadémikusok kerültek ki.

## Családja
1957-ben kötött házasságot volt tanítványával, Lomnici Hajnalkával. Felesége egy életen át vele dolgozott mint laboráns, majd analitikai technikus. Házasságukból négy fiú született: László (1958), Ferenc (1960), György (1961) és Gábor Ákos (1964). Közülük László szintén tudományos kutató.

## Tudományos munkássága
Mindig is kutató szeretett volna lenni. Ez az álma 1956 szeptemberében vált valóra, amikor a Kertészeti Kutató Intézet fertődi osztályára került tudományos segédmunkatársként. Az osztály önálló intézetté alakulása után, id. Dr. Porpáczy Aladár igazgató által 1957-ben létrehozott biokémiai-növényélettani laboratórium munkatársaként, majd 1968-1973 között annak vezetőjeként dolgozott.
Fertődön a bogyósgyümölcs-nemesítés közvetlen támogatását célzó rutinanalízisek irányítása mellett kutatói pályáját kemotaxonómiai vizsgálatokkal kezdte. Eljárást dolgozott ki bogyósgyümölcsű fajok és fajták azonosítására a gyümölcsök sav-, cukor-, antocián- és flavonoidkomponenseinek komplex papírkromatográfiás elválasztásával: a módszert eredményesen alkalmazták ismeretlen hibridek eredetének felderítésére.
Az auxinoxidáz munkacsoport tagjaként az indolecetsav anyagcseréjével és enzimatikus bontásával foglalkozott. Ennek során az auxinoxidáz működésének élettani és biokémiai vonatkozásait vizsgálták Garay Andrással együtt, és tisztázták a hatásmechanizmus számos részletét: az enzimaktivitás és a fotoperiódus kapcsolatát, az enzim működésének genetikai szabályozását, különböző fenolvegyületektől és az életkortól való függését, szerepét a virágindukcióban, az ivarmeghatározásban, a másodlagos gyökérképzésben és a gravitáció által befolyásolt növekedésben. Nem kerülték el figyelmét más növényi hormonok sem. Végül foglalkozott az auxinoxidáz sejten belüli lokalizációjával. 1966-ban svédországi tanulmányútja során ribiszkefajták magjainak indolecetsav-tartalmát vizsgálva kimutatta, hogy a gyümölcsnagyság és a magok auxintartalma között pozitív korreláció van, és hogy a magok auxintartalma keresztezéssel növelhető.
1971 és 1973 között részt vett a drezdai Gyümölcskutató Intézettel közös virágképzési kutatásokban. Emellett közreműködött a fertődi biokémiai-növényélettani laboratórium és a Növényvédelmi Kutatóintézet Kórélettani Osztálya közötti együttműködés keretében folytatott enzimológiai vizsgálatokban. Foglalkozott különböző növekedésszabályozó anyagok hatásmechanizmusának felderítésével és az egyes málnafajták gyümölcseinek túlérésekor fellépő színváltozás okaival.
1973-tól a szegedi Gabonatermesztési Kutató Intézet (GKI) igazgatójának meghívására az intézet Központi Laboratóriumát vezette mint tudományos osztályvezető.
Itt kezdetben a heterózishatás mitokondriális komplementáció alapján történő előrejelzésével, a búzafehérje programhoz kapcsolódva a nitrátredukció, proteáz-aktivitás és nitrogén "harvest index" területeken, majd a durumbúza antinutritív anyagain (alkilrezorcinok) végzett kutatómunkát. 1983-tól, a búza, durumbúza és árpa szövettenyésztésével (szomaklónok, antérakultúra), valamint az in vitro kalluszindukciós és növényregenerációs folyamatok biokémiai hátterének vizsgálatával (pl. táptalaj összetétel optimalizálása) kezdett foglalkozni. Munkatársaival ebben az időszakban elért eredmények: gyors kalluszindukciós eljárás kidolgozása, hatékony növényregeneráció megoldása búza protoplasztokból, valamint aminosavak és citokininek kromatográfiás, ill. tömegspektrométeres meghatározása.
Az 1980-as években koordinátora volt a francia Groupement Agricole Essonois (GAE) és a GKI közös durumbúza projektjének. Ugyanekkor a GKI és a debreceni Atommagkutató Intézet OTKA pályázatának vezetőjeként a gabonafélék szárüregében található gázok összetételének kvadrupól tömegspektrométeres vizsgálatával foglalkozott, tekintettel a fajták teljesítőképességének prognózisára.
Tudományos együttműködései keretében külföldi tanulmányúton járt és előadásokat tartott többek között Lengyelországban, Svédországban, az USA-ban, Franciaországban, Csehszlovákiában, az NDK-ban, Kínában, Finnországban és Egyiptomban.
Számos hazai és külföldi tudományos rendezvényen tartott előadást. Több tudományos társaságnak volt tagja. 1979-ben nyerte el a biológiai tudományok kandidátusa fokozatot. Értekezésének címe: Az indolecetsavoxidáz enzim sejten belüli megoszlása és növekedés-élettani szerepe a Lupinus albusban). 1980-ban egyetemi doktorrá avatták az ELTE-n. A JATE Növényélettani Tanszékén rendszeresen oktatott mint címzetes  egyetemi docens. Egyiptomi kandidátus-aspiránsok tudományos felkészülését is irányította.
1992-ben ment nyugdíjba a GKI-ból, de haláláig dolgozott mint tudományos főmunkatárs, és az utolsó években az intézet könyvtárát hozta rendbe.
Publikációk
Önállóan és társszerzőkkel 120-nál több szakcikke, továbbá témadokumentációi, szemléi és könyvfejezetei jelentek meg.
Tudományos egyesületi és bizottsági tagságok
- Európai Növénybiológiai Társaságok Szövetsége (FESPP)
- Nemzetközi Szövettenyésztési Társaság (IAPTC)
- Magyar Növénybiológiai Társaság (alapító tag, 1991)
- Magyar Kémikusok Egyesülete
- Magyar Biológiai Társaság
- Magyar Biokémiai Egyesület
- Géntechnológiai Eljárásokat Véleményező Bizottság

## Emlékezete
- A fertődi Kertészeti Kutató Intézetben működött egykori kutatóközösség emlékére 2015 júniusában táblát helyeztek el a kastély falán a hozzátartozók és tisztelők.

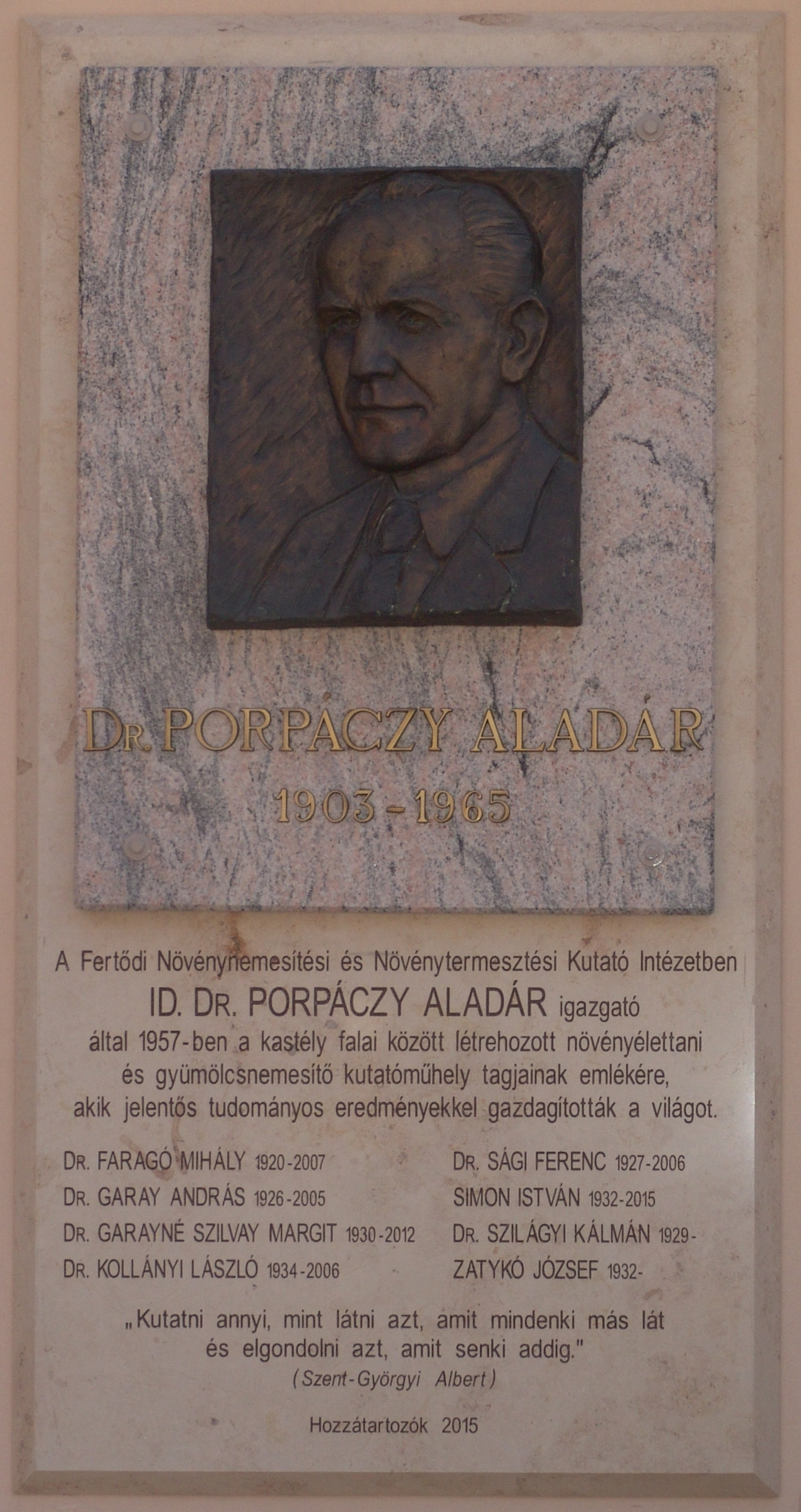
Emléktábla a Fertődi Kertészeti Kutató Intézetben 1957-ben a kastély falai között létrehozott növényélettani és gyümölcsnemesítő kutatóműhely tagjainak emlékére.

- A szegedi Gabonatermesztési Kutató Intézetben egykori kutató szobája – tiszteletére – a "Sági Ferenc emlékszoba" nevet kapta.

## Válogatott publikációi
- ↑ SÁGI, F. (1958):  Néhány bogyósgyümölcsű terméseiben előforduló szerves savak, cukrok és színanyagok papírkromatográfiás vizsgálata. Növénytermelés 7: 53-62.
- ↑ SÁGI, F. – ZATYKÓ, J. – KOLLÁNYI, L. – SZILÁGYI, K. (1959):  Adatok Fragaria-, Grossularia-, Ribes- és Rubus-fajok és fajták azonosításához, valamint kemotaxonómiájához. Kísérletügyi Közl. 52/C (3): 19-28.
- ↑ GARAY, A.S. – GARAY, M. – SÁGI, F. (1959):  Photoperiodic and thermoperiodic control of indoleacetic acid oxidase  in Lupinus albus L. Physiol. Plantarum 12: 799-808.
- ↑ SÁGI, F. – GARAY, A.S. (1961):  Effect of gibberellic acid on growth and indoleacetic acid oxidase activity of Lupinus albus L. exposed to different photoperiods. Nature 191: 824-825.
- ↑ ZATYKÓ, J.M. – SIMON, I. – SÁGI, F. (1965):  Antimutagenic effect against colchicine of kinetin in black currant seedlings. Nature 205: 422.
- ↑ SÁGI, F. - G. SZILVAY, M. – TAMÁS, P. (1969):  A magok auxintermelése és a bogyónagyság közötti kapcsolat vizsgálata feketeribiszkén. Szőlő- és Gyümölcstermelés 5: 3-14.
- ↑ GÁBORJÁNYI, R. – SÁGI, F. – BALÁZS, E. (1973):  Growth inhibition of virus-infected plants: alterations of peroxidase enzymes in compatible and incompatible host-parasite relations. Acta Phytopathol. Acad. Sci. Hung. 8: 81-90.
- ↑ SÁGI, F. (1974):  Mitokondriális komplementáció: a kombinálódóképesség előrejelzésé-nek módszere. Növénytermelés 23: 375-378.
- ↑ SÁGI, F. – BARABÁS, Z. – PONGOR, S.:  (1980) Evaluation of winter wheat lines for protein, lysine quality and yield. Cereal Res. Comm. 8: 385-391.
- ↑ SÁGI, F. (1987):  In vitro módszerek alkalmazása a gabonafélék nemesítésében. II. Haploid-indukció, gametoklonális variáció. Növénytermelés 36: 385-394.
- ↑ LANGER, G. – BOHÁTKA, S. – BERECZ, I. – BORNEMISZA-PAUSPERTL, P. – CSATLÓS, M. – MÓZSIK, L. – SÁGI, F. (1987):  Mass spectrometric method in plant physiology research. Internat. Agrophysics 3: 361-364.
- ↑ SÁGI, F. – BEKE, B. – SÁGI, L. (1990):  Somaclonal variation in durum wheat (Triticum durum Desf.). In: Biotechnology in Agriculture and Forestry, Vol. 13, ed. Y.P.S. Bajaj, Berlin-Heidelberg, 1990, Springer, pp. 494-510.
- ↑ BARTÓK, T. – SÁGI, F. (1990):  A new, endosperm-supported callus induction method for wheat (Triticum aestivum L.). Plant Cell Tiss. Organ Cult. 22: 37-41.
- ↑ AHMED, K.Z. – SÁGI, F. (1993):  Culture of and fertile plant regeneration from regenerable embryogenic suspension cell-derived protoplasts of wheat (Triticum aestivum L.). Plant Cell Rep. 12: 175-179.
- ↑ BARTÓK, T. – SZALAI, G. – LŐRINCZ, ZS. – BÖRCSÖK, G. – SÁGI, F. (1994):  High-speed RP-HPLC/FL analysis of amino acids after automated two-step derivatiza-tion with o-phthaldialdehyde/3-mercaptopropionic acid and 9-fluorenylmethyl chloro-formate. J. Liquid Chromatog. 17: 4391-4403.
- ↑ BARTÓK, T. – BÖRCSÖK, G. – KOMORÓCZY, R. – SÁGI, F. (1996):  Characterization of cytokinins by electrospray ionization and collision-induced dissociation mass spectrometry without precursor ion selection. J. Mass Spectrom. 31: 756-760.